# Endorfina

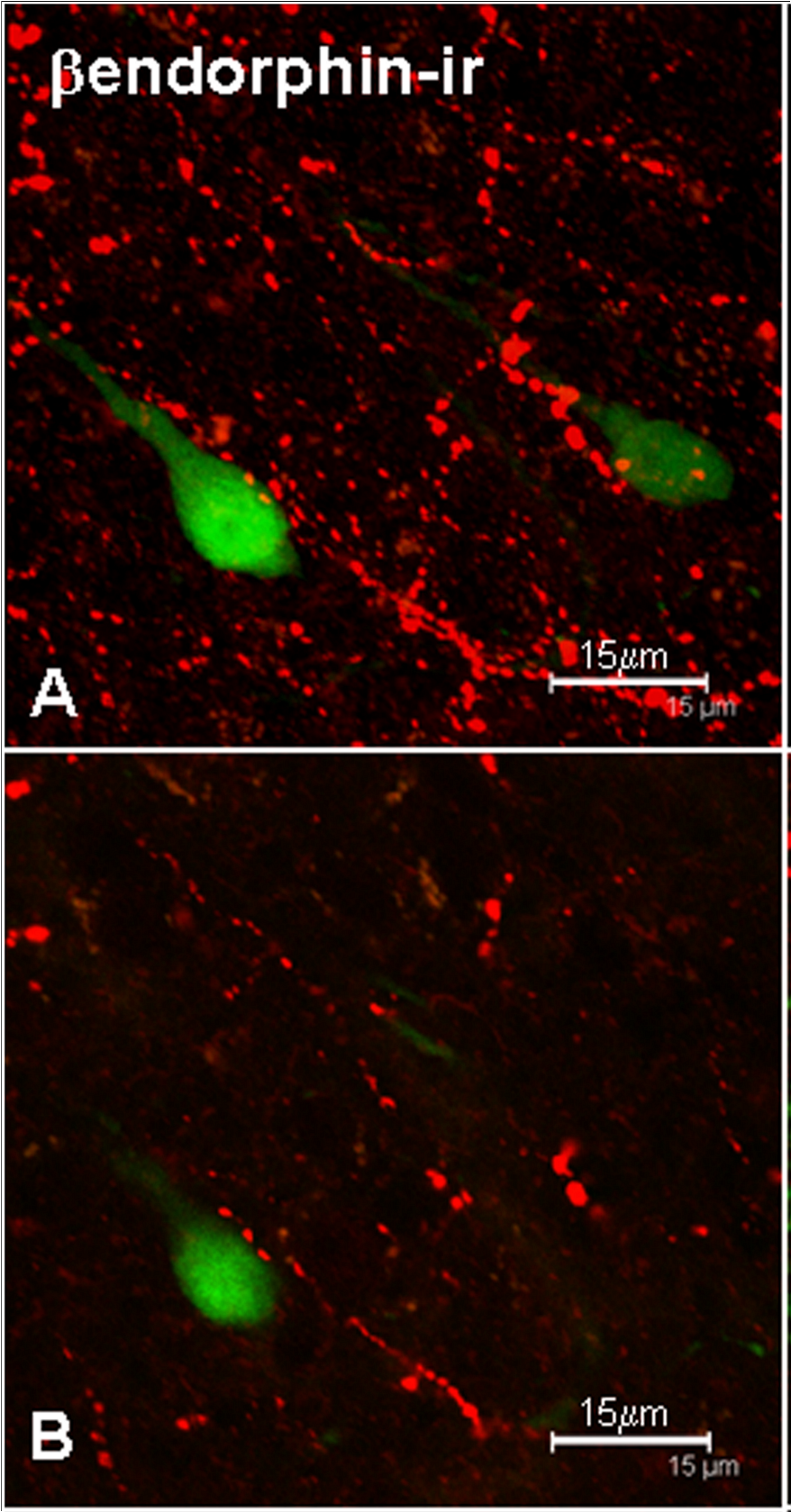
Axones que contienen endorfina β (en rojo), sobre célula GnRH del hipotálamo (en verde).

Las endorfinas son polipéptidos con 16 a 31 aminoácidos producidas por neuronas y células de la adenohipófisis. Funcionan como  opioides endógenos que actúan como neurotransmisores. Sus efectos son de: analgesia, sensación de bienestar e incluso euforia, que luego fueron comparados con la acción de los opiáceos sintéticos.

## Precursores

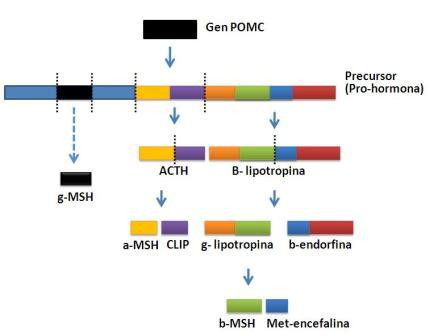
Precursores de la endorfina beta.

Las endorfinas son polipéptidos largos; la endorfina-β tiene 31 aminoácidos y se origina a partir de su precursor inmediato llamado  lipotropina beta (LP-β) compuesta por 91 aminoácidos. 
El primer precursor es la pro-opiomelanocortina (POMC); este pasa por varios cortes peptídicos para formar finalmente las α, β, y γ-endorfinas.

Las endorfinas activan núcleos neuronales en el cerebro (hipotálamo, amígdala, tálamo y locus coeruleus). 
El genoma humano contiene varios genes homólogos que codifican para péptidos opioides endógenos. 

El gen de la POMC codifica para la β-endorfina y la gamma-endorfina.
Las endorfinas son producidas por la hipófisis y el hipotálamo en vertebrados durante la excitación, entrenamiento de fuerza, el dolor, el consumo de  picante o de chocolate, el enamoramiento y el orgasmo.

Actualmente hay razones para considerar que la risa y las relaciones sociales sirven para generar endorfinas.[cita requerida]
Los efectos  son similares a los opiáceos en su acción como analgésico, producen sensación de bienestar, alegría e incluso euforia.

## Tipos
La endorfina-α y la endorfina-γ resultan de la escisión proteolítica de la endorfina
β.

La endorfina-α y la endorfina-γ, carecen de afinidad por los receptores opiáceos y, por lo tanto, no presentan los mismos efectos fisiológicos que la endorfina-β.
 
Algunos estudios han caracterizado la actividad de la endorfina-α como similar a la de los psicoestimulantes y la actividad de la endorfina-γ, similar a los neurolépticos.[cita requerida]

### Endorfina Alfa

Estructura de la alfa endorfina

Es un péptido opioide endógeno derivado de la molécula de #Endorfina Beta. 

La secuencia de aminoácidos de la endorfina alfa está integrada por: 
```
Tyr-Gly-Gly-Phe-Met-Thr-Ser-Glu-Lys-Ser-Gln-Thr-Pro-Leu-Val-Thr (cadena de 16
 
aa).
```

### Endorfina Beta

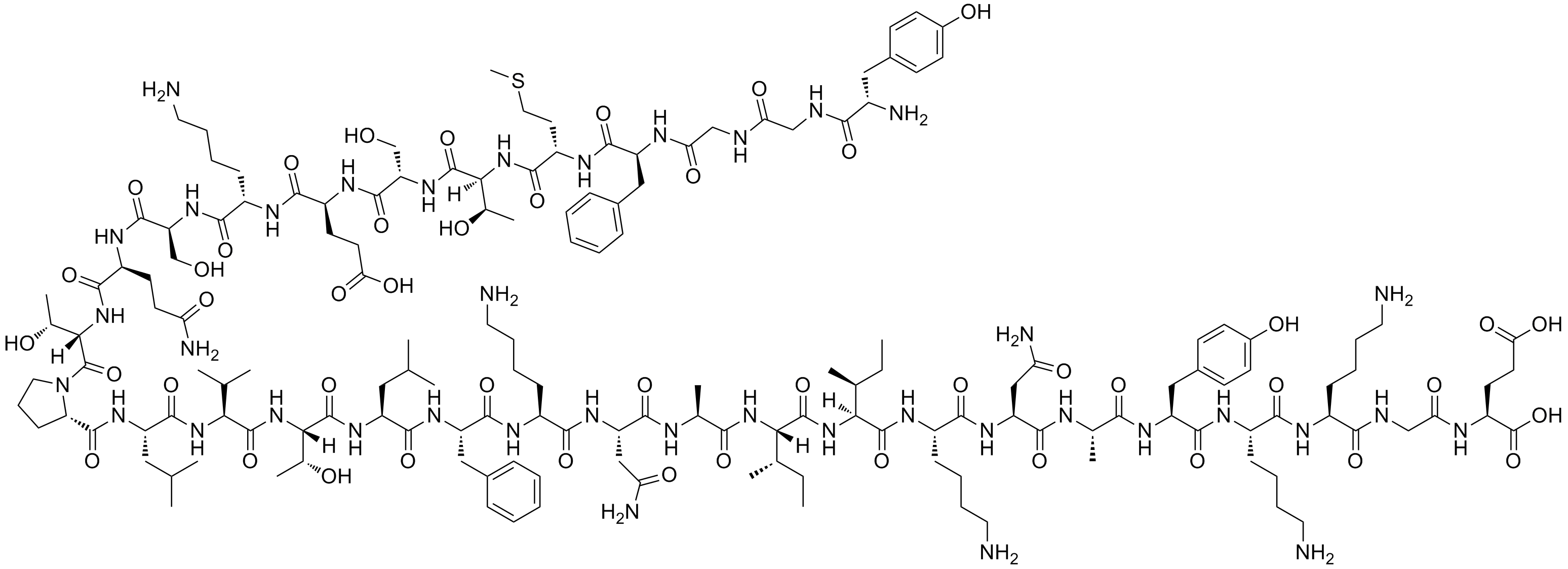
Estructura de la beta endorfina

Es un péptido opioide derivado de la molécula lipotropina beta (LP-β) de 91 aminoácidos. 

La secuencia de aminoácidos de la endorfina beta, la más importante es:
```
Tyr-Gly-Gly-Phe-Met-Thr-Ser-Glu-Lys-Ser-Gln-Thr-Pro-Leu-Val-Thr-Leu-Phe-Lys-Asn-Ala-Ile-Lys-Asn-Ala-Tyr-Lys-Lys-Gly-Glu (cadena de 30
 
aa).
```

### Endorfina Gamma
Es un péptido opiáceo endógeno derivado de la molécula de #Endorfina Beta. 

La secuencia de aminoácidos es: 
```
Tyr-Gly-Gly-Phe-Met-Thr-Ser-Glu-Lys-Ser-Gln-Thr-Pro-Leu-Val-Thr-Leu (cadena de 17
 
aa).
```

Gamma endorfina, estructura química de los aminoácidos.

El término endorfina implica una acción farmacológica análoga a la actividad de los corticosteroides o la morfina por una sustancia originada endógenamente.